# Super998
是香港無綫網絡電視（2013年前身為無綫收費電視）擁有的一條頻道，播放內容包括無綫網絡電視所有頻道的宣傳片段、足球球賽及一般香港人有興趣的資訊內容如：電影新片速遞、社區團體介紹及各地旅遊節目等。